# Ralph H. Kilmann
Ralph H. Kilmann (* 1946) ist ein US-amerikanischer Verhaltensforscher, Unternehmensberater und Sachbuchautor.

## Leben und Wirken
Kilmann erwarb seinen B.S. in Graphic Arts Management und seinen M.S. in Industrial Administration an der Carnegie Mellon University im Jahr 1970 und seinen Doktortitel in Verhaltenswissenschaften im Management an der University of California, Los Angeles im Jahr 1972. Er war 30 Jahre an der Katz School of Business der University of Pittsburgh tätig, wo er zuletzt George H. Love Professor für Organisation und Management war. Gemeinsam mit Kenneth W. Thomas entwickelte er ab 1974 das Thomas-Kilmann Conflict Mode Instrument zur Messung von Verhalten in Konflikten. Die Variablen Durchsetzungsfähigkeit (engl. assertiveness) und Kooperativität (engl. cooperativity) basieren auf den Ergebnissen im Werk Managerial Grid von Jane Srygley Mouton und Robert Rogers Blake aus dem Jahr 1964. Die beiden Variablen behandeln einerseits die Frage, ob die Ziele oder Interessen der beiden Konfliktparteien erreicht werden, und andererseits die Frage, wie eine Kooperativität erhalten bleibt. Er ist CEO und Senior Consultant bei Kilmann Diagnostics (KD) in Newport Coast, Kalifornien.